# لدینتسی
لدینتسی (به صربی: Ledinci) یک منطقهٔ مسکونی در صربستان است که در پترو وارادین واقع شده‌است. لدینتسی ۷٫۹۰ کیلومتر مربع مساحت و ۱٬۶۲۳ نفر جمعیت دارد.